# Paul Hoppe (Architekt)
Paul Hoppe (* 31. Mai 1869 in Wien; † 26. März 1933 ebenda) war ein österreichischer Architekt.
Sowohl Paul Hoppes Vater Theodor Hoppe als auch der Großvater  Anton Hoppe waren bereits im Baufach tätig. Der Vater war Baurat, der Großvater Baumeister von Joseph Kornhäusel. Er besuchte die Realschule und studierte zwischen 1886 und 1893 an der Technischen Hochschule Wien, wobei Karl König und Victor Luntz zu seinen Lehrern gehörten. Des Weiteren unternahm er Reisen nach Italien und Deutschland. Hoppe machte sich 1897 als Architekt selbständig und wurde 1904 Architekt und Stadtbaumeister. Zudem wirkte er ab 1921 als Honorardozent an der Technischen Hochschule Wien, arbeitete als Zivilingenieur und war Präsident des Gremiums der ständig beeideten gerichtlichen Sachverständigen und Schätzmeister.
Hoppe gehörte ab 1893 der dem Österreichischen Ingenieur- und Architektenverein an, dessen Vizepräsident er 1930 wurde. Er war ab 1898 Mitglied des Niederösterreichischen Gewerbevereins, ab 1929 Mitglied der Wiener Bauhütte und zudem Präsident des Techniker-Cercle.
Paul Hoppe arbeitete teilweise mit seinem Bruder Emil Hoppe zusammen. Er war mit Hanna Schwab verheiratet und hatte einen Sohn, den Architekten Gustav Hoppe.

## Werke

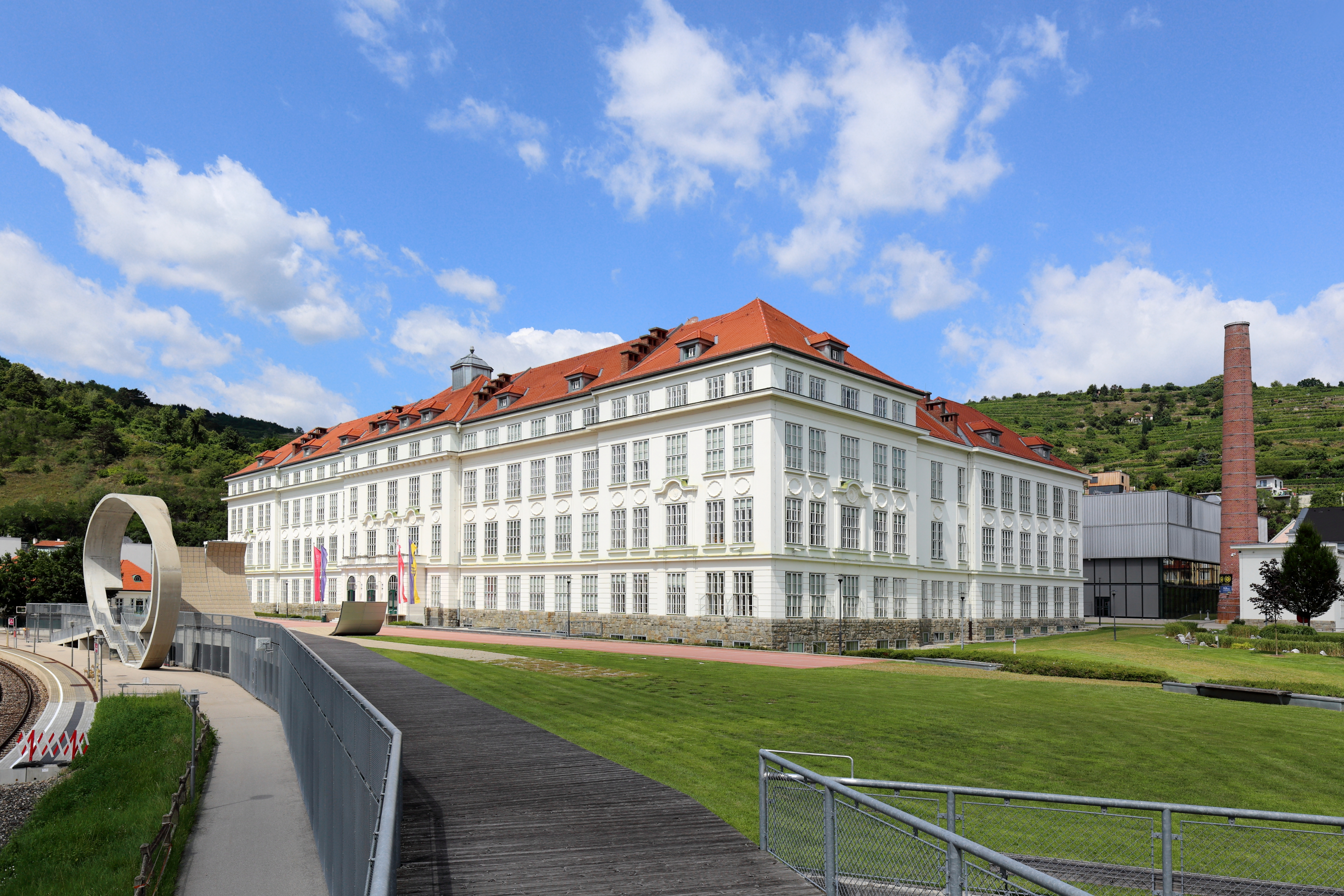
Tabakfabrik in Krems (1919–1922)

- Zinshaus, Wien-Währing, Schopenhauerstraße 60 (1904)
- Miethaus, Wien-Währing, Schopenhauerstraße 50 (1904)
- Kegelbahn der Dr.-Rudolf-Buchinger-Schule, Wien-Landstraße, Landstraßer Hauptstraße 138–140 (1907)
- mit Emil Hoppe: Managetta-Stiftungshaus, Wien-Innere Stadt, Riemergasse 6 (1907)
- mit Emil Hoppe: Wiedner Gymnasium für den Wiener Frauen-Erwerb-Verein, Wien-Wieden, Wiedner Gürtel 68 (1909–1910)
- Miethäuser, Wien-Liesing, Perchtoldsdorfer Straße 21 und 23 (1910)
- Villa Magdalenenhof, Wien-Floridsdorf, Senderstraße 130 (1911)
- Villa Breuer, Weyer (Oberösterreich), Kalvarienbergstraße 4 (1912)
- Magazine der Fritz Petzold & Süss AG, Wien-Landstraße, Kölblgasse 14 (1913)
- Miethaus, Wien-Landstraße, Daffingerstraße (1914)
- Artilleriekaserne Kaiserebersdorf, Wien-Simmering (1915)
- Tabakfabrik, Krems-Stein an der Donau, Dr. Dorrek-Straße 30 (1919–1922)
- Türkenritthof, Wien-Hernals, Hernalser Hauptstraße 190–192 (1927–1928)
- Miethaus, Wien-Döbling, Scheimpfluggasse 4 (1930)

## Auszeichnungen
- Kreuz für Zivilverdienste (um 1916)
- Oberbaurat (1926)
- Silberne Medaille der Stadt Leipzig